# وزارة المالية (الكاميرون)
وزارة المالية في الكاميرون، هي وزارة حكوميَّة مسؤولة عن السياسات المالية العامة في الكاميرون.
الوزير الحالي هو لويس بول موتازي، منذ استلامه المنصب في 2018.

## قائمة وزراء المالية
- أرونا نجويا، 1957-1958
- شارل أسالي، 1958-1959
- تشارلز أونانا أوانا، 1963-1964
- فيكتور كانجا، 1964-1966
- سيمون نكو إيتونغو ، 1966-1968
- ألويس ميدجومي زنجو ، 1968
- برنارد بيدياس أنغون، 1968-1972
- تشارلز أونانا أوانا، 1972-1975
- مارسيل يوندو، 1975-1978
- جيلبرت نتانج، 1978-1983
- إتيان نتساما ، 1983-1985
- إدوارد كولا، 1985-1986
- أندريه بوتو أنغون، 1986-1987
- سادو حياتو، 1987-1990
- سيمون باسيلكين، 1990-1991
- جوستين نديورو في يومبو، 1991-1992
- أنطوان نتسيمي، 1992-1994
- جاستن نديورو في يومبو، 1994-1996
- إدوارد أكامي مفومو، 1996-2001
- ميشيل ميفا مبوتو، 2001-2004
- بوليكارب أباه أباه، 2004-2007
- إسيمي ميني، 2007-2011
- الأمين عثمان مي، 2011-2018[2]
- لويس بول موتازي، 2018-

المصدر: